# Flensborg Sporveje
Flensborg Sporveje (tysk: Flensburger Straßenbahn) startede i 1881 med hestetrukne vogne. Den var normalsporet (1435 mm). Byens elektriske sporvogne kom i 1907. Driften ophørte i juni 1973. Den var metersporet.

## Historie
I 1880 dannedes et privat aktieselskab for at kunne finansiere etableringen af sporveje i Flensborg.  Selskabets første direktør var Gustav Johannsen. Han var redaktør af Flensborg Avis og sad senere i den tyske rigsdag. Sporvejsdriften begyndte den 1. maj 1881 med hestetrukne vogne. Den første linje gik fra Åbenrå Landevej over Holmen til Angelbogade.
I 1906 udløb selskabets koncession, og Flensborgs byråd besluttede at bygge en elektrisk sporvej. Den blev åbnet den 7. juli 1907 og gik fra Bismarcksgade ved Havretorvet til Aabenraagade. I 1911 åbnedes linje 2 (Duborglinjen) fra den gamle banegård mod vest til Frueskovvej. Året efter åbnedes linje 3 (Mørviglinjen), som gik fra Bismarcksgade til Marineskolen i Mørvig. De kommunale elektriske sporvogne blev en stor økonomisk succes. Afgørende var, at de kunne køre betydeligt hurtigere end hestevognen. 1925 blev sporvejsnettet udvidet med en fjerde forbindelse til nabobyen Lyksborg (Lyksborglinjen). Kort derefter forlængedes linje 1 til den nye hovedbanegård syd for den gamle bykerne. Flensborgs sporvejsnet nåede dermed sin maksimale udvidelse.
Men allerede i 1934 blev den fjerde linje til Lyskborg igen lukket på grund af manglende rentabilitet. Lyskborglinjen led under hård konkurrence fra fjordskibe og amtsbanen på samme strækning. 1935 forlængedes den succesrige linje 1 til Østersøbadvej.
Under Anden Verdenskrig blev linje 2 indstillet, og 1957 blev linje 3 til Mørvig erstattet af en busforbindelse. 1971 besluttede Flensborg byråd at opgive sporvognskørslen af rentabilitetsgrunde. Den sidste sporvogn (linje 1) kørte den 3. juni 1973. Sporvognene forsvandt fra bybilledet.
Kun vogne nr. 33, nr. 36 og nr. 40 er bevaret, de befinder sig alle på Sporvejsmuseet Skjoldenæsholm.

## Linjer
- Linje 1: Aabenraagade – Angelbogade-Havretorvet (1907), Glasværk-Havretorvet (1912), Østersøbadvej-Hovedbanegård (1927-1973)
- Linje 2: Frueskovvej-Kredsbanegård (1911-1943)
- Linje 3: Glasværk-Mørvig (1912), Østersøbadvej-Mørvig (1927-1957)
- Linje 4: Aabenraagade-Lyksborg (1925), Søndertorvet-Lyksborg (1926-1934)

## Galleri
- Sporvognen foran Nørreport
- Sporvognsremise ved Aabenraagade
- Linje 1 i Storegade
- Mindesten ved Aabenraagade